# Simão I de Cártlia
Simão I, o Grande (სიმონ I დიდი) foi um monarca georgiano da Dinastia Bagrationi. Ele governou o Reino de Cártlia no tempo da vassalagem do reino nas mãos dos Safávidas de 1556 a 1599.